# Hernan Ergueta

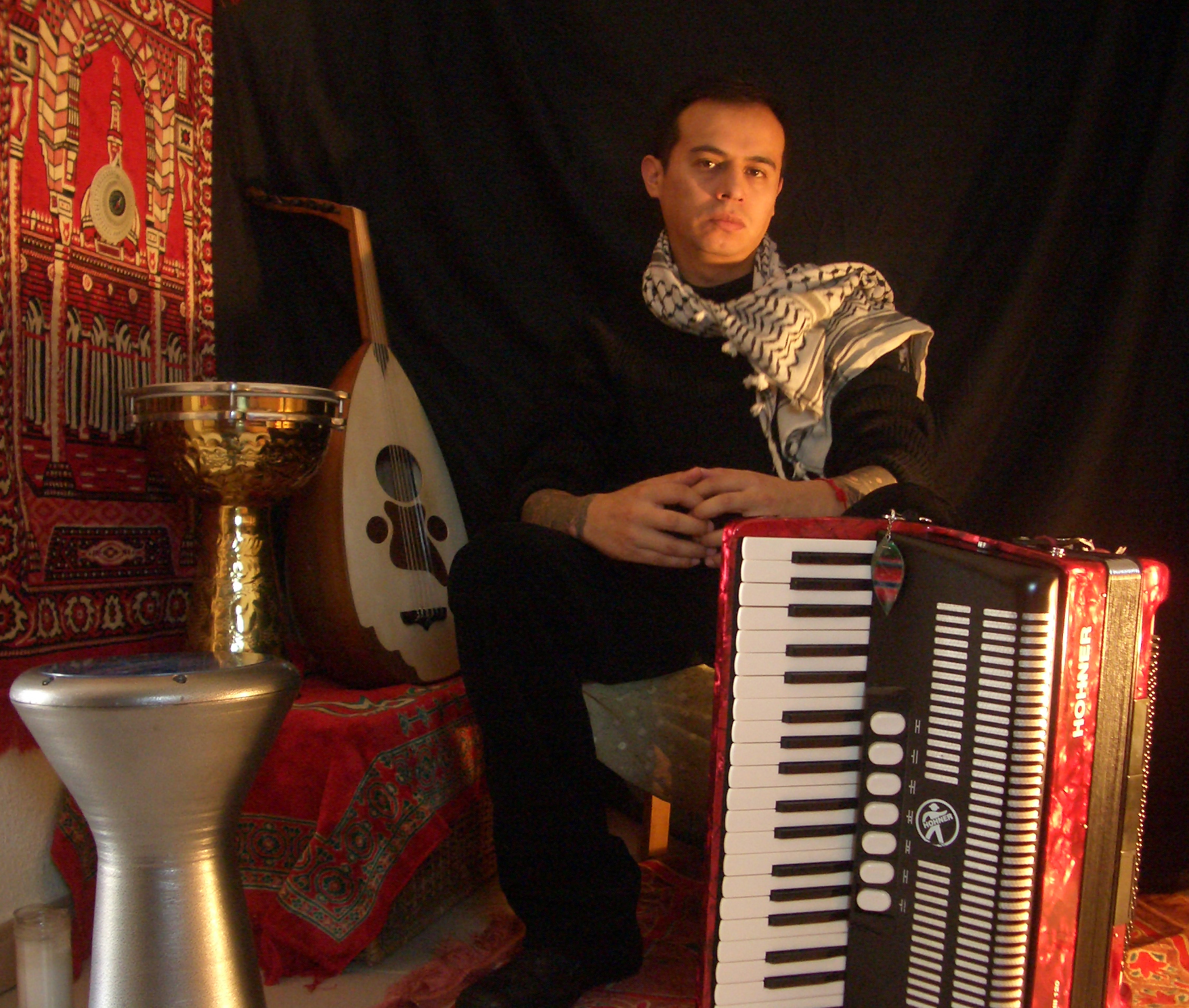
Hernán Ergueta.

Hernan Ergueta, est un auteur, compositeur et multi-instrumentiste, né le 5 juin 1974 à La Paz, Bolivie. Ses compositions sont cataloguées dans le genre musiques du monde. Ses influences musicales les plus représentatifs viennent du Moyen-Orient, les Balkans et l'Europe Latine. Les principaux instruments qu´il joue sont: accordéon, guitare, baglama, laud, piano et la darbouka . Dans chacune de ses compositions suggère « le mélange de traditions et de cultures locales, dans une nouvelle culture mondiale qui  ne représente pas  les nations, mais les êtres humains comme des individus libres ». De sa jeunesse écrit, compose et fait partie de groupes de musique de fusion et de groupes mixtes de musique et de danse. Il a parcouru des festivals et fait présentations dans plusieurs pays d’Amérique du Sud et en Europe.

## Biographie

### Débuts artistiques (2003-2005)
En 2003, à La Paz, Bolivie, Hernan Ergueta fonde et dirigé le projet musical Madre Tul en intégrant des musiciens itinérants de différentes nationalités afin de fusionner, dans ses compositions, divers rythmes traditionnels du monde, en soulignant celles de Moyen Orient. Dans la même année, il est entré comme un accordéoniste dans le groupe de fusion rock bolivienne Atajo pour participer dans trois disques au cours de la période 2003-2006 et la tournée  par l'Europe intitulée Babylon by minibús, avec des concerts dans le  « World Festival » Tilburg en Les Pays-Bas, et le « Weltjugendtag » (Journée Mondiale de la Juventud) en Köln en Allemagne, entre autres concerts en Suède, le Luxembourg et l'Autriche.

### Madre Tul (2006-2010)
En 2006 Hernan Ergueta sort du groupe Atajo et il publie une compilation d'enregistrements avec Madre Tul sur le LP intitulé du même nom: Madre Tul  enregistrée en Bolivie en 2003 et 2006 avec quatre de ses compositions. Le CD contenait originellement des versions propres des classiques arabes, plus tard, seules les compositions de Hernan Ergueta ont été réédités, remasterisé  et publié sous le même nom que le LP original.
En 2007, le projet musical Madre Tul recruter plus des musiciens itinérants en Espagne où il a fait une série de présentations lors de la préparation d'enregistrer un prochain LP, qui est publié en 2009 sous le titre Frases Aladas (Phrases ailées). Cet album est enregistré en Espagne et Bolivie et il contient sept compositions de Hernan Ergueta. Les deux disques de Madre Tul ont des rythmes du Moyen-Orient, bien que ce dernier comprend une fusion avec la musique gitane et des rythmes boliviennes comme la traditionnelle « Morenada ».
En 2010, Hernan Ergueta initie l´élaboration du matériel éducatif pour les centres culturels publics et privés de l´Espagne, en encourageant les ateliers multiculturels y compris la théorie de l'enseignement des instruments musicaux et la musique orientée vers la danse, en particulier la soi-disant Danse orientale en se inspirant du musicien égyptien Hossam Ramzy.
Au même temps, avec le groupe Madre Tul, Hernan Ergueta publie une composition de musique et lettre en format single intitulée Dawn after dawn , enregistré en Turquie, Bolivie et Espagne avec la voie de la chanteuse belge invitée An-Sofie Noppe.
Avec elle ils enregistrent aussi, en hommage au compositeur turc Zeki Müren, une version en espagnol de la chanson Bir demet yasemen (Un bouquet de jasmin) composée à l'origine par Müren et intitulé et adapté à l'espagnol par Hernán Ergueta sous le titre Un  racimo de jazmines  (enregistrée en Turquie, Bolivie et Espagne), qui est distribué comme un single gratuit de Madre Tul en format mp3. 

### Les années 2011 et 2012
En 2011, Hernán Ergueta publie un audiolivre instructif intitulé Ritmología del Mundo Volumen 1 Ritmos provenientes del Maqsoum (Rythmologie du Monde Volume 1 Rythmes originaires d Maqsoum), publié en anglais et en espagnol. Ce livre audio contient une étude de 12 rythmes, principalement égyptiens, et il est destiné aux étudiants de danse orientale et aux musiciens qui les accompagnent. Plus tard cette année, il a également publié son premier CD double comme musicien solo intitulé Instrumental Mandjet  avec douze de ses compositions enregistrées en Equateur et Espagne. Chacune de ces compositions se correspondent aux rythmes étudiés dans son audio-livre et ils  ont été publiés plus tard comme Instrumental Mandjet I et Instrumental Mandjet II.
En 2012, en faisant la promotion de son nouveau matériel, il participe en tant que musicien jouer de darbouka dans plusieurs festivals de la musique et de la danse;  au  même temps , il réalise  des ateliers de La théorie musicale orientée vers la danse réalisés en Chili, Bolivie, Espagne, Roumanie et en Equateur. C´est dans ce dernier  qu´il a fondé l'Ensemble de Musique et de Danse Arabe « EMDA » en intégrant à des musiciens des instruments arabes et  des danseurs de la danse orientale, afin de promouvoir les liens culturels à travers la combinaison de la musique traditionnelle du Moyen-Orient, la danse et la poésie latino-américaine d'origine arabe, principalement du poète costaricain Osvaldo Sauma. L'Ensemble EMDA a fait  des actuations en Équateur et Bolivie et il a publie le CD Desde la mitad del mundo (À partir du milieu du monde), enregistré en Bolivie et Équateur, et en contenant  des versions de chansons classiques du Moyen-Orient avec trois compositions propres. Ces derniers ont  été publiés en format mp3, plus tard, comme un maxi-single solo de Hernan Ergueta sous le titre From the Middle of the World .

### De 2013 à nos jours
En 2013, Hernan Ergueta  créait le projet de charité « Arte y Solidaridad » (Art et Solidarité), qui vise à établir des espaces gratuits pour l'éducation et la réalisation d'événements philanthropiques. Ce projet itinérant a mené des campagnes à Quito, Équateur ; Santa Cruz de la Sierra, Bolivie et Barcelone, Espagne, jusqu'au l´année 2014, date à laquelle il se mit à l´écart de ce projet, et il prend une année sabbatique et ferme indéfiniment les activités de l'Ensemble EMDA. Pendant ce temps, le groupe Madre Tul a publié deux vidéos promotionnelles de compositions de Hernan Ergueta intitulées : Arabictrance et The Glow comme un aperçu musical de ce que sera le prochain album Solvet et coagula dans lequel on sent une approche au style musical Dark folk.
En avril 2015, Hernan Ergueta a publié une sélection de neuf histoires intitulée The Burning Sanctuary avec la traduction de l'espagnol vers l'anglais par Ruxandra Lungu. Un an plus tard, en avril 2016, Hernan Ergueta a publié la version espagnole intitulée El Santuario que Arde. Ces neuf histoires ont été écrites entre les années 1990 et 2003 et appartiennent à une première sélection, lesquelles, avec les dessins qui les accompagnent, ont été cataloguées de « lugubres, existentialistes et obscures ».

## Discographie

### En solo
- 2011: Instrumental Mandjet (LP)
- 2014: From the Middle of the World (maxi-single)

### Avec Madre Tul
- 2006: Madre Tul (LP)
- 2009: Frases Aladas (LP)
- 2010: Dawn after dawn (single)
- 2010: Un racimo de jazmines (single)

### Participation à des albums avec d'autres groupes
- 2003: Nunca más - Atajo (LP)
- 2005: Sobre y encima - Atajo (LP)
- 2006: Vivitos y coleando - Atajo (LP
- 2012: Desde la mitad del mundo - Ensamble EMDA (LP)

## Livre audio
- 2011 World´s Rhythmology Vol. 1 Rhythms from Maqsoum

## Œuvres
- 2015 : "The Burning Sanctuary" Hernán Ergueta - Trad. Ruxandra Lungu, les États-Unis,  (ISBN 9781468958263)
- 2016 : "El Santuario que Arde" Hernán Ergueta, les États-Unis,  (ISBN 9781483566634)

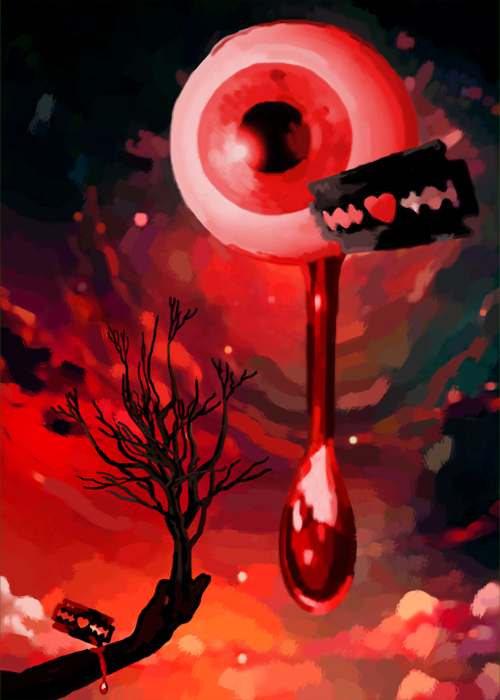
Hernan Ergueta - The Indecisive Tear

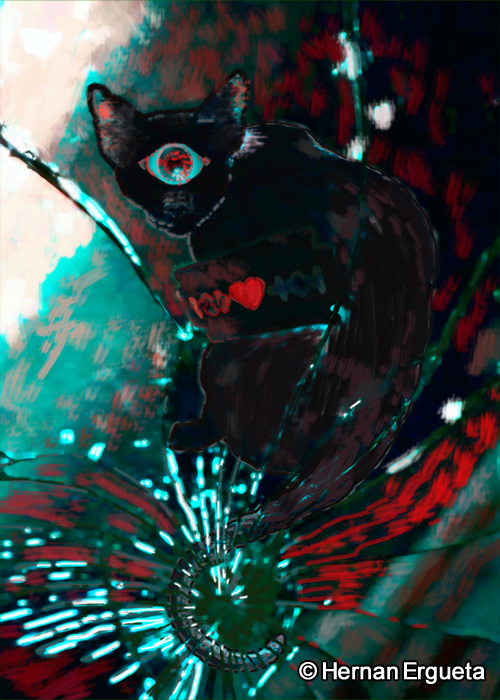
Hernan Ergueta - The Cat Named Loneliness